# Pete Dexter
Pete Dexter (Pontiac, Míchigan, 22 de julio de 1943) es un escritor, periodista y guionista estadounidense. Es conocido por ser autor de varios libros de novela negra.

## Biografía
Su padre murió cuando él tenía cuatro años, y se mudó con su madre a Milledgeville (Georgia), donde ella se casó con un profesor universitario de Física. Dexter se graduó en 1969 en la Universidad de Dakota del Sur, entidad que le concedió un Doctorado Honorario en Letras y Literatura en 2010.
Vive y trabaja en Vermillion, Dakota del Sur.

## Obra literaria
Ha trabajado como camionero y vendedor ambulante, pero sobre todo como periodista y columnista en los periódicos Philadelphia Daily News, The Sacramento Bee, y ha colaborado en revistas como Esquire, Sports Illustrated y Playboy.
Pete Dexter empezó a escribir ficción en 1981 tras un grave incidente: El periódico en que trabajaba publicó una noticia suya en la que relacionaba la muerte de un menor por sobredosis con un asunto de tráfico de drogas. Tras recibir quejas por parte de la familia del fallecido, Dexter acudió a hablar con un hermano de la víctima, que trabajaba de camarero en un bar. Le acompañaba un amigo suyo luchador profesional (Randall "Tex" Cobb, boxeo y kickboxing). Se inició una pelea en la entrada del bar, en la que fueron atacados con bates de béisbol. Su amigo Cobb sufrió la rotura de un brazo, pero Dexter sufrió graves heridas entre las que había fractura de un hombro, daño craneal y masivos daños dentales. 
La violencia, en todas sus formas, es el tema principal de sus obras, pudiendo esta ser analizada en diferentes lugares y épocas (por ejemplo, Deadwood es un western). A veces es una violencia soterrada, pero que explota en cualquier momento.
En la obra de Dexter abundan las situaciones tensas, pero la acción avanza a gran velocidad. Los diálogos son brillantes, mezclando los tópicos de la novela negra y humor.

## Distinciones
- National Book Award 1988 por Paris Trout.[10]
- Literary Award PEN Center USA 1996 por The Paperboy.

## Obras
| Tipo de obra | Título original | Publicación                                        | Edición en castellano  | Publicación                        | Notas                                                   |
| ------------ | --------------- | -------------------------------------------------- | ---------------------- | ---------------------------------- | ------------------------------------------------------- |
| Ficción      | God's Pocket    | 1983. Random House. ISBN 9780394530574             |                        |                                    | Adaptada al cine como El misterio de God's Pocket       |
| Ficción      | Deadwood        | 1986. Random House. ISBN 9780394536699             |                        |                                    | Adaptada al cine                                        |
| Ficción      | Paris Trout     | 1988. Random House. ISBN 9780394563701             | Paris Trout            | 1992. Anagrama. ISBN 9788433911599 | - National Book Award 1988 - Adaptada al cine           |
| Ficción      | Brotherly Love  | 1991. Random House. ISBN 9780394585734             | Amor fraterno          | 1993. Anagrama. ISBN 9788433911919 | Adaptada al cine como Hermanos de sangre                |
| Ficción      | The Paperboy    | 1995. Delta. ISBN 9780385315722                    | El chico del periódico | 1996. Anagrama. ISBN 9788433906984 | - Literary Award PEN Center USA 1996 - Adaptada al cine |
| Ficción      | Train           | 2003. Doubleday. ISBN 9780385505918                | Train                  | 2005. Anagrama. ISBN 9788433970671 |                                                         |
| No ficción   | Paper Trails    | 2007. Ecco. ISBN 9780061189357                     |                        |                                    | Recopilación de su obra periodística                    |
| Ficción      | Spooner         | 2009. Grand Central Publishing. ISBN 9780446540728 |                        |                                    |                                                         |

## Filmografía basada en su obra y guiones
- Hasta el límite. 1991. USA. Rush. Dirigida por Lili Fini Zanuck. Protagonizada por Jason Patric y Jennifer Jason Leigh. Autor del guion, basado en una novela de Kim Wozencraft.
- Paris Trout. 1991. USA. Dirigida por Stephen Gyllenhaal. Protagonizada por Dennis Hopper, Ed Harris y Barbara Hershey. Autor del guion basado en su novela de mismo título.
- Wild Bill. 1995. USA. Dirigida por Walter Hill.  Protagonizada por Jeff Bridges y Ellen Barkin. Coautor del guion, basado en su novela Deadwood.
- La brigada del sombrero. 1996. USA. Mulholland Falls. Dirigida por Lee Tamahori. Protagonizada por Nick Nolte y Melanie Griffith. Autor del guion.
- Michael. 1996. USA. Dirigida por Nora Ephron. Protagonizada por John Travolta, William Hurt y Andie MacDowell. Coautor del guion.
- Atajo a la felicidad 2004. USA. Dirigida por Alec Baldwin. Protagonizada por Anthony Hopkins, Alec Baldwin y Jennifer Love Hewitt. Guionista.
- El chico del periódico. 2012. USA. The Paperboy. Dirigida por Lee Daniels. Protagonizada por Zac Efron, Matthew McConaughey y Nicole Kidman. Coautor del guion basado en su novela de mismo título.
- El misterio de God's Pocket. 2014. USA. God's Pocket. Dirigida por John Slattery. Protagonizada por Philip Seymour Hoffman y Christina Hendricks. Película para televisión basada en la novela del mismo título.
- Hermanos de sangre 2020. Francia. Brothers by Blood. Dirigida por Jérémie Guez. Protagoniza<da por Joel Kinnaman y Ryan Philippe. Basada en la novela Brotherly Love.